# Les Écrennes
Les Écrennes – miejscowość i gmina we Francji, w regionie Île-de-France, w departamencie Sekwana i Marna.
Według danych na rok 1990 gminę zamieszkiwało 557 osób, a gęstość zaludnienia wynosiła 30 osób/km² (wśród 1287 gmin regionu Île-de-France Les Écrennes plasuje się na 784. miejscu pod względem liczby ludności, natomiast pod względem powierzchni na miejscu 99.).